# Толкушкин, Пётр Иванович
Пе́тр Ива́нович Толку́шкин (19 февраля 1849 — не ранее 1912) — генерал-лейтенант российской армии, корпусной интендант 8-го армейского корпуса.
Участник Русско-турецкой войны 1877—1878 годов. Принимал участие во взятии Плевны 28 ноября 1877 года и в переходе через Балканские горы 19 октября 1877 года; в сражениях с турками под Филиппополем и при деревне Кара-Агач — 3, 4 и 5 января 1878 года. Награждён Румынским железным крестом за переход через Дунай. Участник Русско-японской войны 1904—1905 годов в третьем, четвёртом и пятом периодах. Участвовал в Мукденском сражении в составе войск Генерала Мылова и у реки Пухе.

## Биография

### Семья и учёба
Пётр Иванович Толкушкин родился 19 февраля 1849 года в местечке Омельник (Полтавская область), в семье подпоручика Иоанна Исидорова Толкушкина и законной жены его Ольги Герасимовой. Имел братьев Дмитрия, Фёдора, Александра и сестёр Марию (4.01.1847 г.р., м. Омельник) и Ульяну(15.12.1844 г.р., м. Омельник).
Происходит из дворян Полтавской губернии.
Начальное образование получил в Нижегородской графа Аракчеева военной гимназии (5 августа 1859—1866 годы , 28 выпуск).
В 1866 году был зачислен в 1-е военное Павловское училище в Санкт-Петербурге, откуда выпущен 12 июля 1868 года (5 выпуск) портупей-юнкером .
Его братья:
Толкушкин Фёдор Иванович-25.09.1840 г. р.,местечко Омельник (Полтавская область) — Новгородский кадетский корпус-1850-1859 гг. Выпустился в 15 стрелковый батальон.
Толкушкин Дмитрий Иванович-25 октября 1842 г.р., местечко Омельник (Полтавская область), тоже учился в Нижегородской графа Аракчеева военной гимназии в 1853—1862 гг. Выпустился поручиком 11 стрелковой батареи. На службе с 13 июня 1862 года. В Отдельном Корпусе Пограничной стражи с 16 мая 1864 года, подполковник с 30 августа 1887 года, полковник с 5 апреля 1898 года. Его сыновья: Толкушкин Борис Дмитриевич (1876—1920), Толкушкин Сергей Дмитриевич (1879 г.р.-1938(репрессирован)). Отставной генерал-майор Толкушкин Дмитрий Иванович умер 19 янв. 1905 г., от ишемической болезни, г. Николаев.
Толкушкин Александр Иванович-1.08.1851 г.р.,местечко Омельник (Полтавская область). Уволился из Московской военной прогимназии в 1869 году по домашним обстоятельствам. Сыновья: Даниил, Пётр.

### Карьера
Молодой портупей-юнкер по окончании курса наук Высочайшим приказом был произведён в Подпоручики (3 декабря 1868 года) и направлен в Кексгольмский Гренадерский Императора Австрийского полк . Получил первое назначение заведующим полковой учебной командой, с 1871 по 1872 год.
Штабс-капитан (30 августа 1873). Утверждён на должность Полкового квартирмистра (1873—1878). За отличную, усердную и ревностную службу награждён своим первым в карьере орденом Св. Станислава 3 степени.
В 1877 году (30 августа) Пётр Иванович был произведён в капитаны. Толкушкин был в походах и сражениях во время войны с Турцией 1877—1878. Участвовал в сражениях 1 и 28 ноября 1877 года при взятии Плевны; 2, 3, 4 и 5 января 1978 года под Филипополем и при деревне Карагач. Командующий ротой (1878). За отличие в делах награждён был тремя боевыми орденами.
Был в опекунском совете в отношении дочери Кексгольмского полка Айше — Кексгольмской Марии Константиновны. „ На офицерском собрании в отношении Марии был учреждён опекунский совет из офицеров полка: поручика К. Н. Коновалова (её крёстного отца), штабс-капитана Петерсона и капитанов П. И. Толкушкина и А. К. Райхенбаха под председательством последнего….“
В 1874 году Пётр Иванович женился. По семейным обстоятельствам в 1879 году был вынужден оставить службу с чином капитана. В 1885 году Толкушкин снова вернулся к службе в город Кременчуг.
1 февраля 1887 года Пётр Иванович был назначен чиновником особых поручений 7-го класса по Окружному Интендантскому Управлению Одесского военного Округа и переехал с семьёй в Одессу.
Следующее назначение — исполняющий делами секретаря Интендантского Управления. Произведён в Подполковники 1 января 1889 года.
23 апреля 1895 года Толкушкин высочайшим приказом был произведён в Полковники.
Приказом по Интендатскому ведомству № 44 назначен и. д. Начальника 2 отделения Одесского Окружного Интендантского Управления.
Следующая его должность — И. д. Секретаря Одесского Окружного Интендантского Управления (23 апреля 1895).
Пётр Иванович имел от начальства следующие поручения:
- Состоял отрядным Интендантом Одесского отряда на период подвижного сбора и Корпусного манёвра в Бессарабию с возложением на него общего наблюдения за довольствием частей войск Бендерского отряда (август 1898).
- Отрядный интендант во время десантного манёвра под Севастополем (1899).
- Состоял председателем комиссии по поверке хранения запасов: войсковых, крепостных и Управлений Уездных воинских начальников (1899—1900).

6 декабря 1904 года Толкушкин Пётр Иванович произведён в Генерал-майоры, а 1 января 1898 года назначен Корпусным Интендантом 8-го армейского корпуса (1898—1912).
Участвовал в русско-японской компании 1904—1905 годов. В трёх периодах: в 3-м (ноябрь 1904-январь 1905), 4-м (март 1905) и 5- ом (август 1905). Участвовал в Мукденском сражении в составе войск Генерала Мылова, и у реки Пухе (около 12 с половиной миль к северу от Мукдена).
Получал жалование в год 1500 рублей, столовых — 2400 рублей, квартирных — 1665 рублей, на прислугу — 240. Всего — 5805 рублей.
Достигнув предельного возрастного ценза, Толкушкин Пётр Иванович был уволен со службы с мундиром и полным пенсионом (3120 рублей в год) в чине Генерал-лейтенанта (18 января 1912). Состоял на службе к этому времени 40 лет, не имел взысканий.

## Произведения
- статья „Конная пехота по опыту англо-бурской войны“, „Военный Сборник“, № 8 за 1903 год.

## Ордена и знаки отличия
- Австрийский Кавалерский крест ордена Франца—Иосифа 3 степени (31 января 1874 года) пожалован Шефом Кексгольмского полка Императором Австрийским.
- Румынский железный крест за переход через Дунай.

Кавалер Орденов:
- Орден Святого Станислава 3 степени (30 августа 1974 года).
- Орден Святой Анны 3 степени с мечами и бантом (31 марта 1878 года)-За отличие в делах 28 ноября 1877 года при взятии г. Плевны.
- Орден Святого Станислава 2 степени с мечами (19 октября 1877 года) — За отличие при переходе через Балканы.
- Орден Святого Владимира 4 степени с мечами и бантом (30 апреля 1878 года)-За отличие в делах с турками 3, 4 и 5 января 1878 года под Филипополем и при деревне Карагач.
- Орден Святого Владимира 3 степени (6 декабря 1900 года).
- Орден Святой Анны 2 ст. (1892).
- Орден Святого Станислава 1 ст. (приказ 1 ноября 1907 года).

Медали:
- Светло-бронзовая медаль в память войны с Турцией 1877—1878 г.г..
- Серебряная медаль на Андреевской ленте в память Св. коронования Их Императорских Величеств (25 марта 1897 года).
- Серебряная медаль на Александровской ленте в память Царствования Императора АЛЕКСАНДРА III (26 февраля 1896 года).
- Светло-бронзовая медаль в память Русско-японской войны 1904—1905 годов . Светло-бронзовой награждались участники военных действий в Маньчжурии.

## Семья
После окончания русско-турецкой войны Пётр Иванович женился на дочери гвардии Капитана Лысенко — девице Марии Васильевой. У них было шестеро детей.
- Сын  Толкушкин Пётр Петрович  (18.11.1875 г.р.)
- Сын  Толкушкин Василий Петрович  (25.03.1877 г.р.)
- Дочь  Толкушкина Мавра Петровна (17.03.1879 г.р.) в августе 1890 года поступила в 1 класс Одесской Мариинской Общественной женской Гимназии, проучившись семь лет, окончила дополнительный восьмой класс и получила звание домашней учительницы с правом преподавать историю и русский язык (7 мая 1898). Вышла замуж за штабс- капитана Сосевича Павла Игнатьевича. Проживала в Каменец-Подольске.
- Дочь  Толкушкина Зиновья Петровна (26.10.1883 г.р.) вышла замуж за дворянина Полтавской губернии Золотоношского уезда, студента Одесского Новороссийского университета Красовского Владимира Георгиевича. В 1910 году у них родилась единственная дочь Анна.
- Сын  Толкушкин Владимир Петрович  (12.08.1888 г.р., г. Одесса). Родившись в семье офицера, Владимир тоже выбрал этот путь. Обучался в Одесском кадетском корпусе, только открывшемся в 1899 году. Выпустился I — ым выпуском в 1906 году портупей- юнкером и был направлен в Константиновское артиллерийское училище. В 1908 году окончил полный курс в этом элитном учебном заведении, основанном Александром I ещё в 1807 году. По 1-му разряду, отличником учёбы. Это означало, что средний балл аттестата и бал по военным предметам были не ниже 8 . И был направлен к своему первому месту службы в 15 артиллерийскую бригаду. В Справочной книге „ Вся Одесса“ за 1911 год упоминается поручик Толкушкин Владимир Иванович , 15 артиллерийская бригада (г. Одесса)[10]. Попал в Сталинские списки и был расстрелян в 1938 году.
- Дочь  Толкушкина Александра Петровна  (5.11.1893 г.р., г. Одесса).

В 1904—1912 годах училась в Одесской женской гимназии, учреждённой С. И. Видинской, позже содержащейся В. И. Мельницкой. Получила звание домашней наставницы по русскому языку.
В 1914 году переехала в Санкт-Петербург и поступила на Женские Педагогические курсы новых языков и музыки М. А. Лохвицкой—Скалон.